# 크기 정도

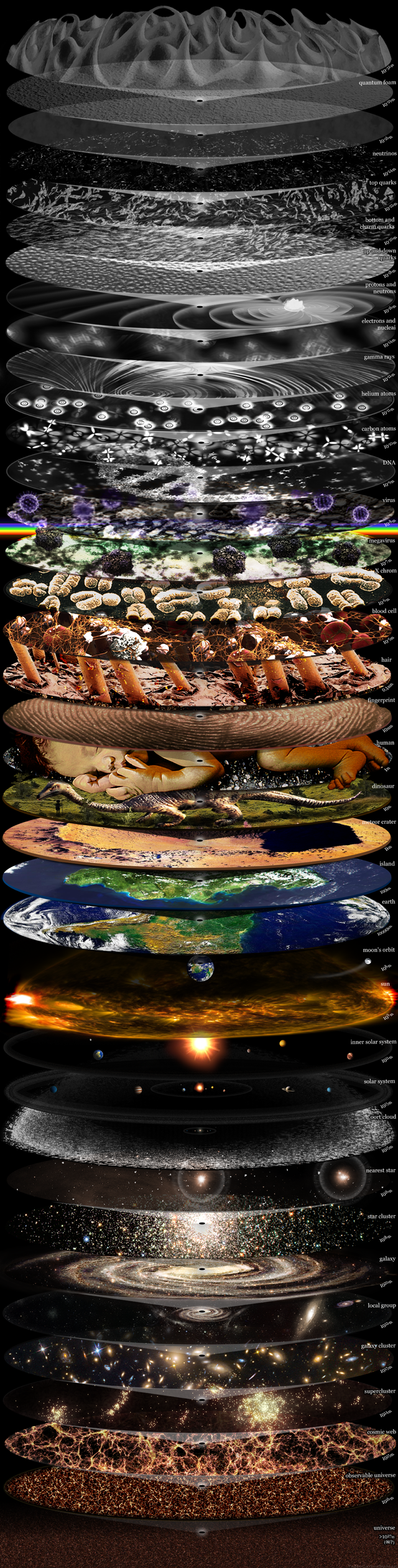
쿼크부터 우주까지의 대상들은 서로 다른 크기 정도를 가진다.

크기 정도(-程度, 영어: order of magnitude) 또는 크기 자릿수(-數)는 상용로그의 척도로 근사한 수의 크기의 등급이다. 즉, 각 등급은 그 이전 등급의 10배가 된다. 수의 크기 정도는 그 수를 10의 거듭제곱으로 나타낼 때의 지수로 나타낼 수도 있다. 만약 두 수의 과학적 표기법의 지수가 같다면, 또는 두 수의 비율이 10배 이하라면, '두 수의 크기 정도가 같다(영어: of the same order of magnitude)'고 하며, 또한 예를 들어 만약 두 수의 과학적 표기법의 지수의 차이가 3이라면, 또는 두 수가 약 천 배 차이라면, 두 수가 세 크기 정도만큼 차이가 난다(영어: differ by three orders of magnitude)고 한다. 크기 정도가 같다는 말은 대문자 O 표기법의 뜻으로 쓰이기도 한다.

## 예시
양의 크기 정도의 예시는 다음과 같다.
| 양                              | 크기 정도    |
| ------------------------------- | ------------ |
| 태양의 반지름                   | 106 킬로미터 |
| 원자핵의 반지름                 | 1 펨토미터   |
| 쥐라기가 오늘날부터 떨어진 시간 | 1억          |
| 꼭대기 쿼크의 수명              | 10-24 초     |

두 양의 크기 정도의 차이를 서술하는 예시는 다음과 같다.
| 문구                                                                 | 의미                                                           |
| -------------------------------------------------------------------- | -------------------------------------------------------------- |
| 목성과 토성의 질량은 같은 크기 정도를 갖는다.                        | 목성과 토성의 질량의 차이는 10배 이하이다.                     |
| 플라스크 속 박테리아의 수가 하나의 크기 정도만큼 증가하였다.         | 플라스크 속 박테리아의 수가 몇백에서 몇천으로 늘었다.          |
| 이 가공 기구들의 속도는 최근 들어 두 크기 정도만큼 증가하였다.       | 이 가공 기구들의 속도는 최근 들어 약 100배만큼 증가하였다.     |
| {\displaystyle f}와 {\displaystyle \phi }는 같은 크기 정도를 갖는다. | (일부 문헌에서 {\displaystyle f=O(\phi )}임을 뜻할 때 쓰는 말) |

## 목록
| 크기 정도 | 10의 거듭제곱 | 십진법      | 한국어 수사   | 영어 수사(구어체) | 영어 수사(현대 영어) | SI 접두어          |
| --------- | ------------- | ----------- | ------------- | ----------------- | -------------------- | ------------------ |
| −24       | 10−24         | 0.000000001 | -             | quadrillionth     | septillionth         | 욕토(yocto, y)     |
| −21       | 10−21         | 0.000000001 | 청정(淸淨)    | trilliardth       | sextillionth         | 젭토(zepto, z)     |
| −18       | 10−18         | 0.000000001 | 찰나(刹那)    | trillionth        | quintillionth        | 아토(atto, a)      |
| −15       | 10−15         | 0.000000001 | 수유(須臾)    | billiardth        | quadrillionth        | 펨토(femto, f)     |
| −12       | 10−12         | 0.000000001 | 막(漠)        | billionth         | trillionth           | 피코(pico, p)      |
| −9        | 10−9          | 0.000000001 | 진(塵)        | milliardth        | billionth            | 나노(nano, n)      |
| −6        | 10−6          | 0.000001    | 미(微)        | millionth         | millionth            | 마이크로(micro, μ) |
| −3        | 10−3          | 0.001       | 모(毛)/호(毫) | thousandth        | thousandth           | 밀리(milli, m)     |
| −2        | 10−2          | 0.01        | 리(釐/厘)     | hundredth         | hundredth            | 센티(centi, c)     |
| −1        | 10−1          | 0.1         | 분(分)        | tenth             | tenth                | 데시(deci, d)      |
| 0         | 100           | 1           | 일(一/壹)     | one               | one                  | -                  |
| 1         | 101           | 10          | 십(十/拾)     | ten               | ten                  | 데카(deca, da)     |
| 2         | 102           | 100         | 백(百/佰)     | hundred           | hundred              | 헥토(hecto, h)     |
| 3         | 103           | 1000        | 천(千/仟)     | thousand          | thousand             | 킬로(kilo, k)      |
| 6         | 106           | 1000        | 백만(百萬)    | million           | million              | 메가(mega, M)      |
| 9         | 109           | 1000        | 십억(十億)    | milliard          | billion              | 기가(giga, G)      |
| 12        | 1012          | 1000        | 조(兆)        | billion           | trillion             | 테라(tera, T)      |
| 15        | 1015          | 1000        | 천조(千兆)    | billiard          | quadrillion          | 페타(peta, P)      |
| 18        | 1018          | 1000        | 백경(百京)    | trillion          | quintillion          | 엑사(exa, E)       |
| 21        | 1021          | 1000        | 십해(十垓)    | trilliard         | sextillion           | 제타(zetta, Z)     |
| 24        | 1024          | 1000        | 자(秭)        | quadrillion       | septillion           | 요타(yotta, Y)     |
| 27        | 1027          | 1000        | 천            | quadrillard       | octillion            | 론나 (ronna, R)    |
| 30        | 1030          | 1000        | 백양          | nonillion         | quintillion          | 퀘타 (quetta, Q)   |

## 같이 보기
- 크기 정도 (수)
- 크기 정도 (길이)
- 크기 정도 (넓이)
- 크기 정도 (시간)